# Springer Gabler
Springer Gabler (vormals Gabler Verlag) ist ein deutscher Wissenschaftsverlag, der sich auf den Themenbereich Wirtschaft konzentriert. Er ist in Wiesbaden ansässig und wurde dort 1929 als Betriebswirtschaftlicher Verlag Doktor Theodor Gabler gegründet.

## Programm
Das Programm besteht aus den Themen Management, Marketing + Sales, Finanzdienstleistungen, Controlling + Steuern.
Dabei beinhaltet das Portfolio gedruckte Bücher und E-Books, Zeitschriften wie das Versicherungsmagazin, Online-Angebote und Veranstaltungen.

## Geschichte
1929 wurde das Unternehmen vom Verleger Reinhold Sellien in Zusammenwirkung mit Theodor Gabler als Betriebswirtschaftlicher Verlag Doktor Theodor Gabler gegründet. 1972 wurde der Gabler Verlag zum Teil und 1978 völlig vom Bertelsmann Verlag übernommen. Bertelsmann veräußerte 2003 Bertelsmann-Springer, das aus dem den Gabler Verlag und dem Springer Verlag (1999 von Bertelsmann erworben) sowie weitere Fachverlagen bestand, an die Risiko-Kapital-Unternehmen Cinven und Candover. 2009 reichten Cinven und Candover die von Bertelsmann übernommenen Fachverlage Springer Science + Business, die unter anderem den Springer Verlag und Gabler Verlag umfassten, für einen Kaufpreis von 2,3 Mrd. Euro inklusive Schulden an den schwedischen Finanzinvestor EQT und den Singapurer Staatsfonds GIC weiter.
Im Jahr 2012 ist Springer Gabler aus dem Gabler Verlag sowie dem deutschsprachigen wirtschaftswissenschaftlichen Programm des Springer-Verlags entstanden und ist Teil der Verlagsgruppe Springer Science+Business Media.
2013 wurde Springer Gabler als Teil von Springer Science + Business an den Finanzinvestor BC Partners veräußert.
2015 fusionierte die Verlagsmutter Springer Science+Business Media mit der Nature Publishing Group zu Springer Nature.

## Gabler Wirtschaftslexikon
Zu den Publikationen des Verlags gehört das Gabler Wirtschaftslexikon, dessen 1. Auflage 1956 veröffentlicht wurde und das seit Mitte 2009 auch in einer kostenfreien Onlineversion verfügbar ist.

## Geschäftsmodell
Der Verlag publiziert hauptsächlich Dissertationen und Habilitationen. Neben einem Modell, bei dem der Autor wie in dieser Sparte gebräuchlich einen Zuschuss leisten muss, bietet Springer Gabler die kostenfreie Veröffentlichung an. Voraussetzung dafür ist die Bereitschaft des Autors, das Werk unter der Open-Access-Lizenz CC BY 4.0 zu veröffentlichen.